# Tiro esportivo nos Jogos Pan-Americanos de 2015 - Fossa olímpica masculino
A categoria da fossa olímpica masculino foi um dos eventos do tiro esportivo nos Jogos Pan-Americanos de 2015, em Toronto. Foi disputada entre os dias 13 e 14 de julho no Pan Am Shooting Centre em Innisfil. 

## Calendário
Horário local (UTC-4)
| Data        | Horário | Fase                |
| ----------- | ------- | ------------------- |
| 13 de julho | 09:00   | Qualificação dia 1  |
| 14 de julho | 09:00   | Qualificação dia 2  |
| 14 de julho | 14:30   | Semifinal           |
| 14 de julho | 15:00   | Disputa pelo bronze |
| 14 de julho | 15:15   | Final               |

## Medalhistas
| Ouro   | PER Francisco Boza   |
| Prata  | ARG Fernando Borello |
| Bronze | COL Danilo Caro      |

## Resultados

### Qualificação
| Pos. | Atirador                    | Nacionalidade            | 1  | 2  | 3  | 4  | 5  | Total | Notas |
| ---- | --------------------------- | ------------------------ | -- | -- | -- | -- | -- | ----- | ----- |
| 1    | Danilo Caro                 | COL Colômbia             | 22 | 24 | 23 | 24 | 24 | 117   | Q     |
| 2    | Domingo Lorenzo             | DOM República Dominicana | 24 | 21 | 23 | 24 | 24 | 116   | Q     |
| 3    | Francisco Boza              | PER Peru                 | 23 | 22 | 24 | 23 | 24 | 116   | Q     |
| 4    | Fernando Borello            | ARG Argentina            | 24 | 20 | 23 | 24 | 23 | 114   | Q     |
| 5    | Drew Shaw                   | CAN Canadá               | 21 | 24 | 24 | 22 | 23 | 114   | Q     |
| 6    | Curtis Wennberg             | CAN Canadá               | 22 | 23 | 22 | 22 | 24 | 113   | Q     |
| 7    | Alessandro de Souza         | PER Peru                 | 24 | 21 | 22 | 23 | 22 | 112   |       |
| 8    | Casey Wallace               | USA Estados Unidos       | 20 | 24 | 23 | 23 | 21 | 111   |       |
| 9    | Myles Walker                | USA Estados Unidos       | 22 | 25 | 20 | 23 | 21 | 111   |       |
| 10   | Ricardo Cortina             | VEN Venezuela            | 20 | 23 | 24 | 22 | 21 | 110   |       |
| 11   | Leonel Martinez             | VEN Venezuela            | 22 | 22 | 22 | 23 | 20 | 109   |       |
| 12   | Jean Pierre Brol            | GUA Guatemala            | 18 | 25 | 19 | 23 | 23 | 108   |       |
| 13   | Rodrigo Bastos              | BRA Brasil               | 22 | 23 | 19 | 19 | 22 | 105   |       |
| 14   | Eduardo Correa              | BRA Brasil               | 22 | 21 | 20 | 21 | 21 | 105   |       |
| 15   | Juan Zanella                | MEX México               | 23 | 22 | 19 | 17 | 22 | 103   |       |
| 16   | Eduardo Lorenzo             | DOM República Dominicana | 22 | 21 | 20 | 21 | 19 | 103   |       |
| 17   | Dany Brol                   | GUA Guatemala            | 20 | 23 | 20 | 20 | 17 | 100   |       |
| 18   | Claudio Vergara             | CHI Chile                | 20 | 17 | 21 | 20 | 21 | 99    |       |
| 19   | Pedro Gutierrez             | COL Colômbia             | 19 | 23 | 22 | 13 | 21 | 98    |       |
| 20   | Ramon Toca                  | MEX México               | 21 | 20 | 17 | 20 | 20 | 98    |       |
| 21   | César Menacho               | BOL Bolívia              | 23 | 19 | 20 | 20 | 16 | 98    |       |
| 22   | Lucas Rafael Bennazar Ortiz | PUR Porto Rico           | 17 | 22 | 20 | 22 | 16 | 97    |       |
| 23   | Carlos Bellettini           | ARG Argentina            | 19 | 20 | 16 | 19 | 22 | 96    |       |
| 24   | Paulo Reichardt             | PAR Paraguai             | 17 | 21 | 18 | 19 | 20 | 95    |       |
| 25   | Eduardo Taylor              | PAN Panamá               | 20 | 19 | 19 | 18 | 18 | 94    |       |
| 26   | Manuel Garcia               | PAN Panamá               | 17 | 20 | 16 | 15 | 16 | 84    |       |
| 27   | Marcelo Arana               | BOL Bolívia              | 21 | 15 | 13 | 15 | 14 | 78    |       |
| 28   | Anthony Maraj               | TTO Trinidad e Tobago    | 18 | 5  | 13 | 20 | 16 | 72    |       |
| 29   | Antonio Ferracuti           | ESA El Salvador          | 10 | 11 | 12 | 11 | 10 | 54    |       |
| 30   | Andres Amador               | ESA El Salvador          |    |    |    |    |    | DNS   |       |

### Semifinal
| Pos. | Atirador         | Nacionalidade            | Resultado | Desempate | Notas |
| ---- | ---------------- | ------------------------ | --------- | --------- | ----- |
| 1    | Francisco Boza   | PER Peru                 | 13        |           | QG    |
| 2    | Fernando Borello | ARG Argentina            | 11        |           | QG    |
| 3    | Curtis Wennberg  | CAN Canadá               | 10        | +1+1      | QB    |
| 4    | Danilo Caro      | COL Colômbia             | 10        | +1+0+1    | QB    |
| 5    | Drew Shaw        | CAN Canadá               | 10        | +1+0+0    |       |
| 6    | Domingo Lorenzo  | DOM República Dominicana | 9         |           |       |

### Final

#### Disputa pelo bronze
| Pos.              | Atirador        | Nacionalidade | Resultado | Desempate | Notas |
| ----------------- | --------------- | ------------- | --------- | --------- | ----- |
| Medalha de bronze | Danilo Caro     | COL Colômbia  | 13        |           |       |
| 4                 | Curtis Wennberg | CAN Canadá    | 11        |           |       |

#### Disputa pelo ouro
| Pos.             | Atirador         | Nacionalidade | Resultado | Desempate | Notas |
| ---------------- | ---------------- | ------------- | --------- | --------- | ----- |
| Medalha de ouro  | Francisco Boza   | PER Peru      | 11        |           |       |
| Medalha de prata | Fernando Borello | ARG Argentina | 10        |           |       |